# Вулиця Коцюбинського (Чернігів)
Вулиця Коцюбинського — вулиця у обласному центрі України місті Чернігові, яка має ім'я видатного українського письменника Михайла Михайловича Коцюбинського. 
Розташована у центральній частині міста — одночасно в обох його районах — Новозаводському і Деснянському. Є паралельною одній з головних чернігівських магістралей — проспекту Перемоги. Тягнеться від місцевості Холодні Яри і аж до Стрижня. Вулицю перетинають вулиці Реміснича, Кирпоноса, проспект Миру, вулиці П'ятницька, Мстиславська, Гонча; від вулиць відходять вулиці Деснянка, Хлібопекарська та Пушкіна.
Довжина вулиці — 1,8 км, ширина — 20 м.

## Історія
Вулиця з'явилася у місті наприкінці XVII століття, згідно з першим регулярним планом Чернігова 1786 року. 
Від XIX століття вулиця відома як Сіверянська. У своїй переважній більшості була забудована дерев'яними одноповерховими спорудами за типовими та індивідуальними проектами. Народні умільці прикрашали будівлі візерунчастим різьбленням. 
На вулиці Сіверянській 1898 року в одноповерховому дерев'яному будинку поселився видатний український письменник Михайло Михайлович Коцюбинський. 
У 1922 році вулицю було перейменовано на честь її найвідомішого мешканця, і вона дістала теперішню назву — вулиця Коцюбинського.
На початку Німецько-радянської війни у серпні — вересні 1941 року під час бомбардування міста на відтинку між вулицями Кирпоноса і Пушкіна були вщент зруйновані старовинні будинки. По війні, протягом 1946—50 років за типовим проектом тут були зведені здебільшого двоповерхові житлові будинки. 
До 1961 року вулиця була забрукована клінкером, потім її вкрили асфальтом. Обабіч тротуарів висадили різноманітні породи дерев. 
Наприкінці XX століття на розі вулиць Коцюбинського і Комсомольської з'явилися банк «Україна» і 5-поверховий житловий будинок.

## Визначні об'єкти
Серед визначних пам'яток історії та архітектури на чернігівській вулиці Коцюбинського:
- буд. № 3 — садиба, в якій від 1898 року проживав Михайло Коцюбинський, на території якої зберігся не лише будинок, а й повітка (тепер у ньому службове приміщення), а також частково сад, виплеканий руками подружжя Коцюбинських та його нащадків. У 1919 році, коли дружина Михайла Михайловича, Віра Устимівна, виїхала з Чернігова разом з дочкою та внуком, вона передала музею В. В. Тарновського всі рукописи, листи, книги, письмове приладдя з умовою, щоб вони не вивозилися і не продавалися. З часом садиба і будинок перейшли у відання Чернігівського губернського відділу народної освіти. Деякий час тут був клуб металістів, а у 1929—33 роки — районна бібліотека ім. М. М. Коцюбинського. Від 1934 року на території садиби створено літературно-меморіальний музей-заповідник М. М. Коцюбинського. Нині на стіні, біля парадного входу — біла мармурова дошка з написом: «Тут жив з 1898 до 1913 року і написав найкращі твори Михайло Коцюбинський». Угорі над нею ще одна: «У цьому будинку (1911-191" рр.) провели свої юнацькі роки український державний діяч Ю. М. Коцюбинський та командир Червоного козацтва В. М. Примаков». На зовнішніх дверях біля входу до будинку прикріплена бронзова дощечка з вигравіруваним написом: «Михайло Михайлович Коцюбинський». Нині у музейному комплексі також розташована Чернігівська організація Національної Спілки письменників України[2].

Див. також: Чернігівський літературно-меморіальний музей-заповідник М. М. Коцюбинського.

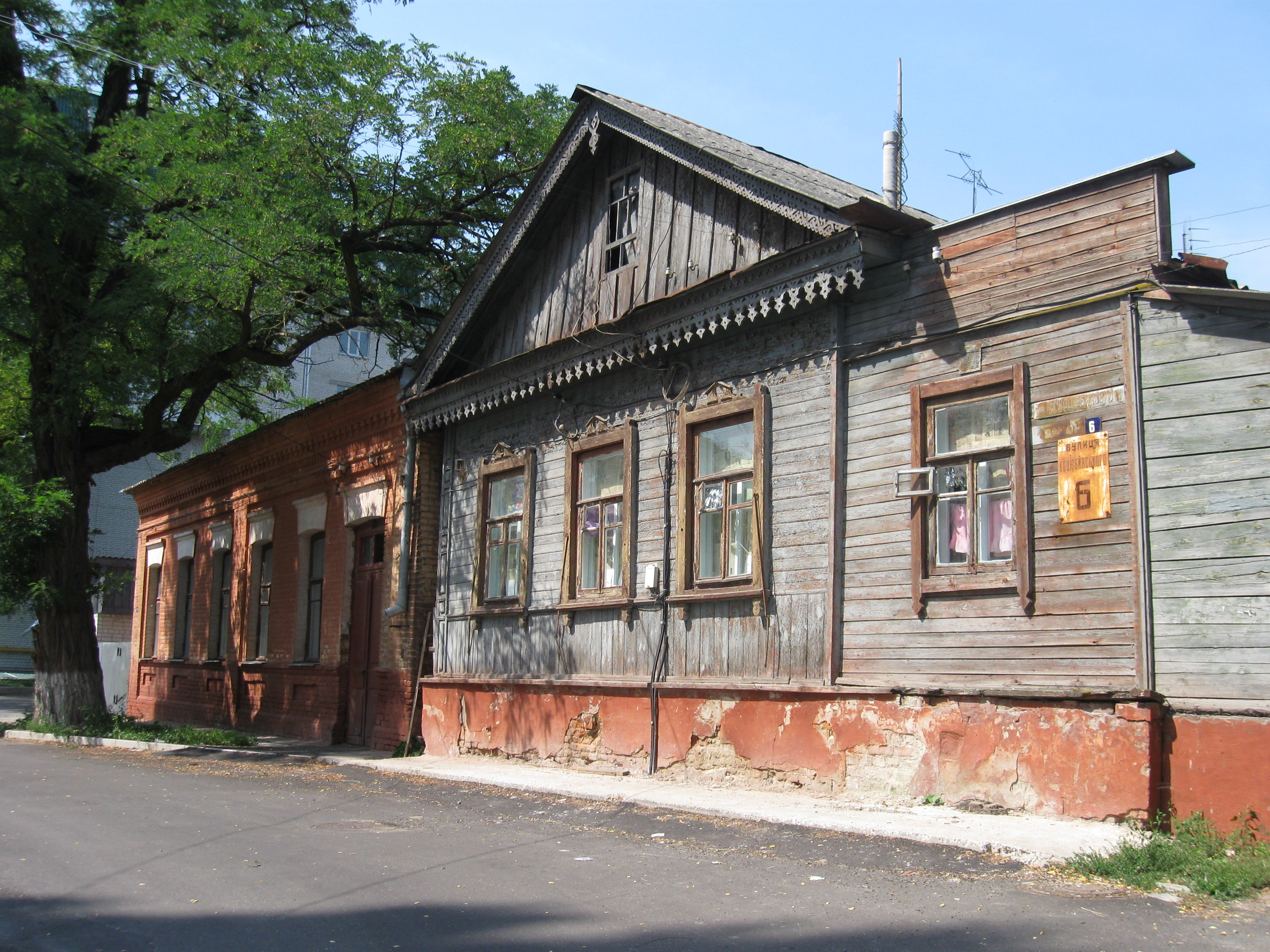
Будинок № 6

- буд. № 5 — Свято-Казанська церква, споруджена у 1820—27 роках, після 1943 року використовувалася не за призначенням; у 1990-х роках повернута релігійній громаді (УПЦ МП);
- буд. № 70 — Організаційно-методичний центр контролю та технічного нагляду закладів культури і туризму та Науково-методичний центр розвитку туризму[2].

Крім садиби Михайла Коцюбинського (№ 3), меморіальними є:
- буд. № 37 — свого часу в ньому мешкала родина радянського військового діяча, комкора (1935), командувача Ленінградським округом Віталія Примакова, великого друга Коцюбинських; нині за цією адресою офіційно зареєстрована Чернігівська єпархія Української православної церкви — Київського патріархату;
- у будинку № 6 до війни мешкав майбутній перекладач, директор київського видавництва «Рада» Леонід Лірниченко.

Серед збереженої історичної забудови на вулиці — одноповерхові старовинні житлові будинки (№№ 10, 12, 14) на 3-5-7-9 вікон, оздоблені оригінальним різьбленням карнизів, наличників, сандриків, дверей. Окремі будівлі обкладені цеглою та облицьовані чернігівською керамікою; будинки №№31, 33 є зразками «житла на погребах»; з ґанком на кованих колонках та баштою з шатровим верхом під залізним дахом, викладеним у вигляді риб'ячої луски, у стилі модерн споруджено будинок № 39.

## Галерея

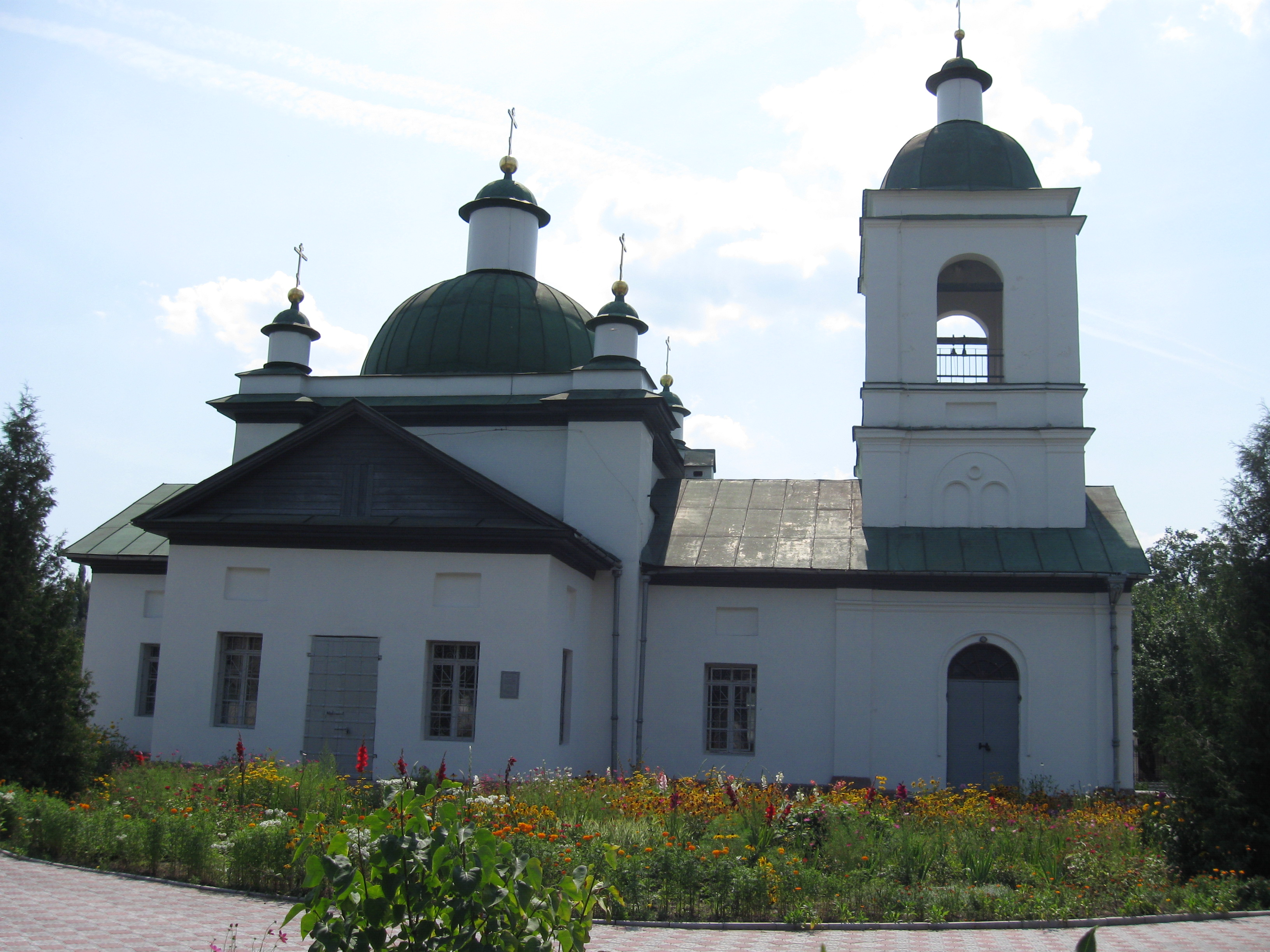
Свято-Казанська церква
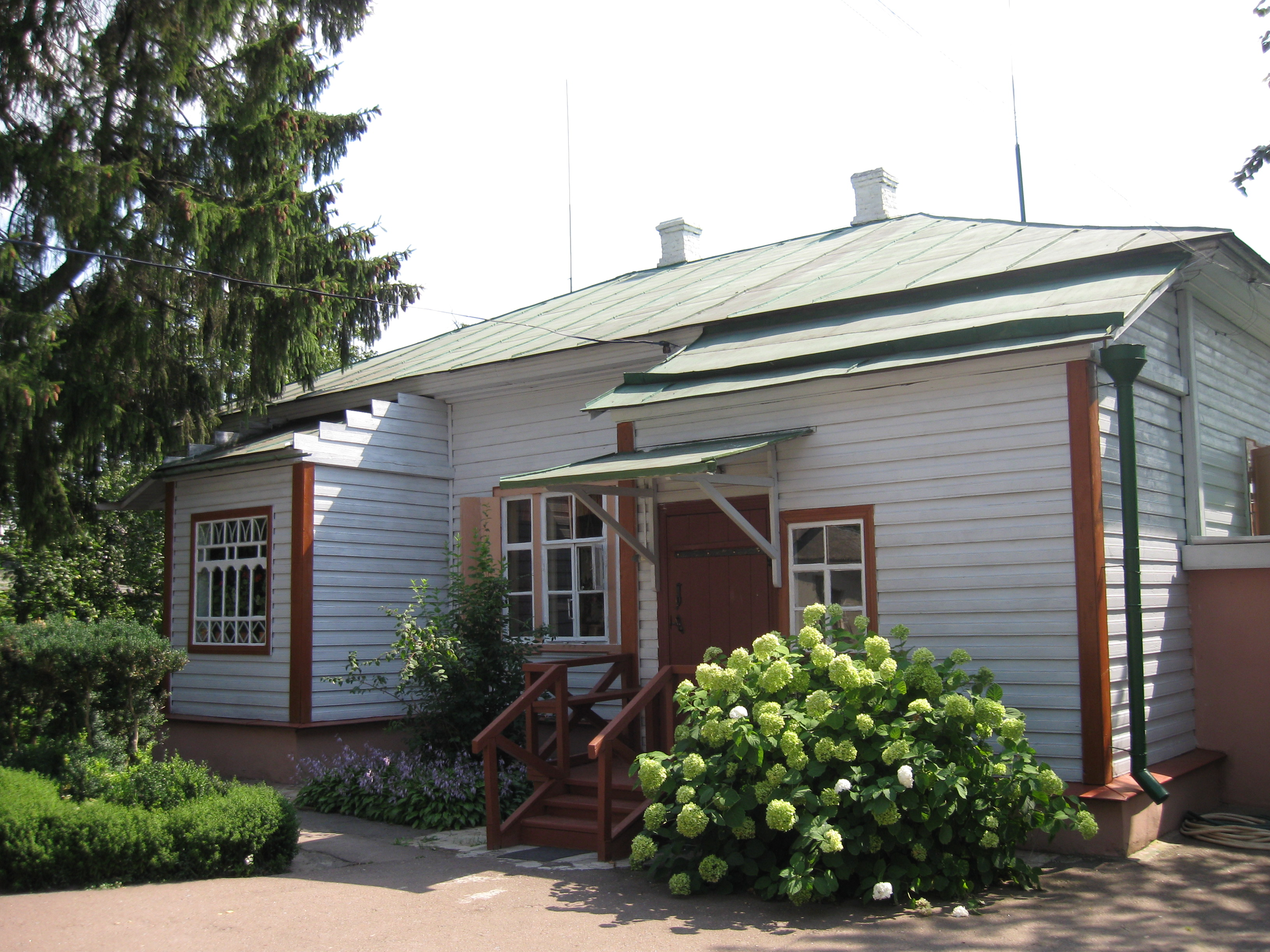
Літературно-меморіальний музей-заповідник М. М. Коцюбинського
Погруддя Михайла Коцюбинського перед меморіальним будинком-музеєм
Погруддя українських радянських політичних діячів Ю. Коцюбинського та В. Примакова на території музею Михайла Коцюбинського
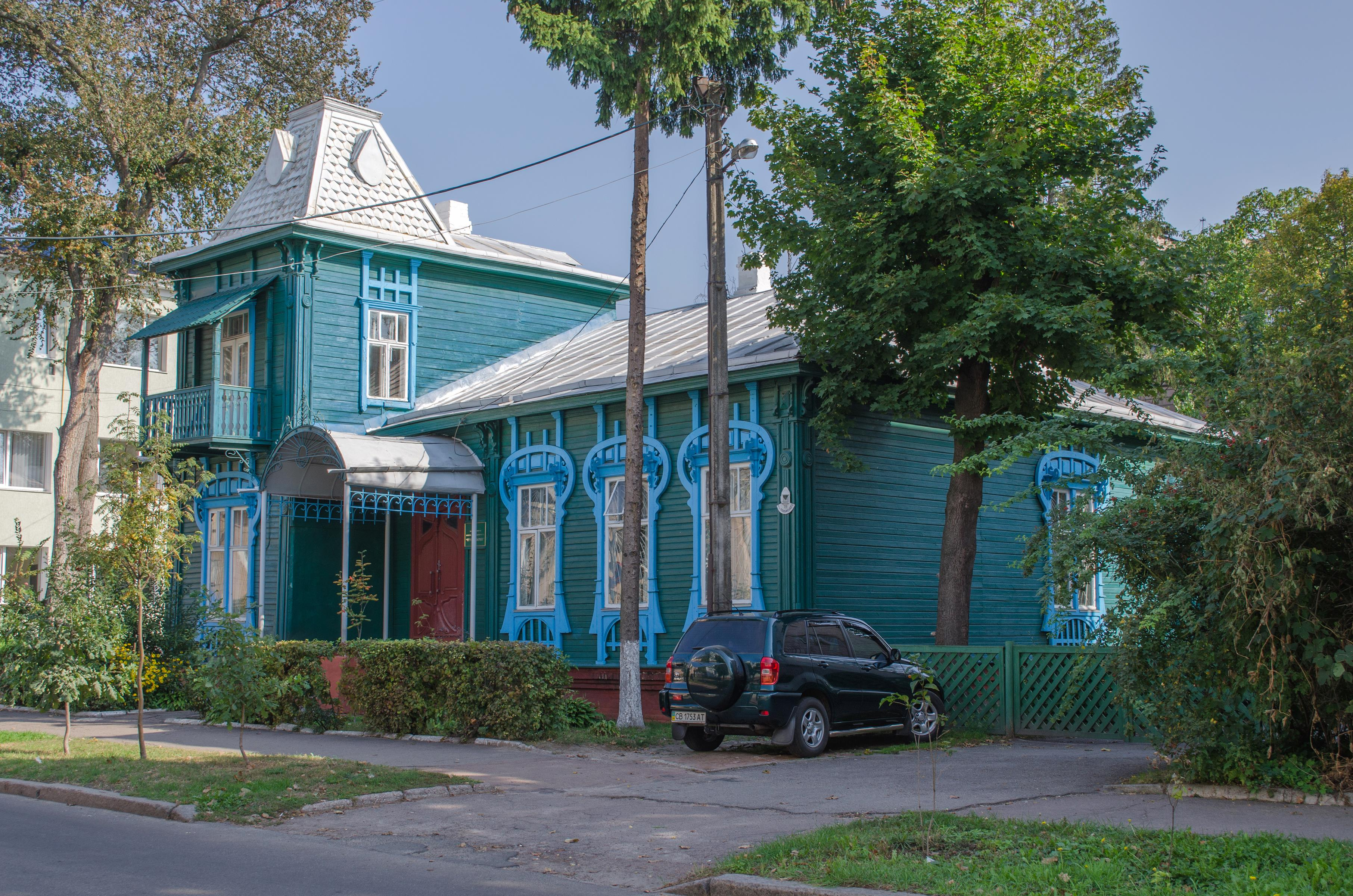
Вул. Коцюбинського, 39

## Виноски
1. ↑  Коцюбинського Михайла вулиця // Чернігівщина:Енциклопедичний довідник, К.: УРЕ і м. М. П. Бажана, 1990. — с. 954
2. 1 2  Культурне-мистецьке життя Чернігівського краю [Архівовано 9 березня 2011 у Wayback Machine.] на Сайт Народного депутата України Едуарда Прутніка [Архівовано 18 лютого 2010 у Wayback Machine.]